# François Victor Mérat de Vaumartoise
François Victor Mérat de Vaumartoise (ur. 5 lipca 1780 w Paryżu, zm. 13 marca 1851 tamże) – francuski lekarz, botanik i mykolog.

## Życiorys i praca naukowa
Studiował chemię i botanikę, a następnie uczęszczał na kursy w paryskiej szkole medycznej. Ożenił się z Anne-Alexandrine Rigodit, siostrą admirała Rigodita, z którą miał dwoje dzieci. W 1803 roku uzyskał tytuł doktora medycyny i zaraz po tym został kierownikiem kliniki w Hôpital de la Charité. Pracował tu do 1813. Był członkiem Académie nationale de médecine, a w latach 1824–1851 członkiem korespondentem Towarzystwa Linneuszowskiego w Lyonie. W 1812 roku opublikował Nową florę okolic Paryża, która była kilkakrotnie wznawiana. W 1837 r. opublikował Streszczenie nowej flory okolic Paryża. Prace te odniosły wielki sukces, botanika była bowiem w paryskim społeczeństwie wówczas bardzo popularnym hobby. Największy rozgłos przyniósł mu jednak 43- tomowy Słownik medycyny powszechnej i terapii ogólnej. Napisał go wspólnie z Jacquesem de Lensem w latach 1829–1846.
Mérat interesuje się także rozwojem rolnictwa. Jako członek Centralnego Towarzystwa Rolniczego przeprowadził wiele badań w tak różnorodnych zagadnieniach, jak hybrydyzacja owoców i uprawa herbaty. zmarł w wieku 71 lat i pochowany został na cmentarzu Père-Lachaise w Paryżu.
W naukowych nazwach utworzonych przez niego taksonów dodawany jest skrót jego nazwiska Mérat.